# Cratacanthus
Cratacanthus is een geslacht van kevers uit de familie van de loopkevers (Carabidae). De wetenschappelijke naam van het geslacht is voor het eerst geldig gepubliceerd in 1829 door Dejean.

## Soorten
Het geslacht Cratacanthus is monotypisch en omvat slechts de volgende soort:
- Cratacanthus dubius Palisot de Beauvoi, 1811